# Vrijdagmarkt (Brugge)

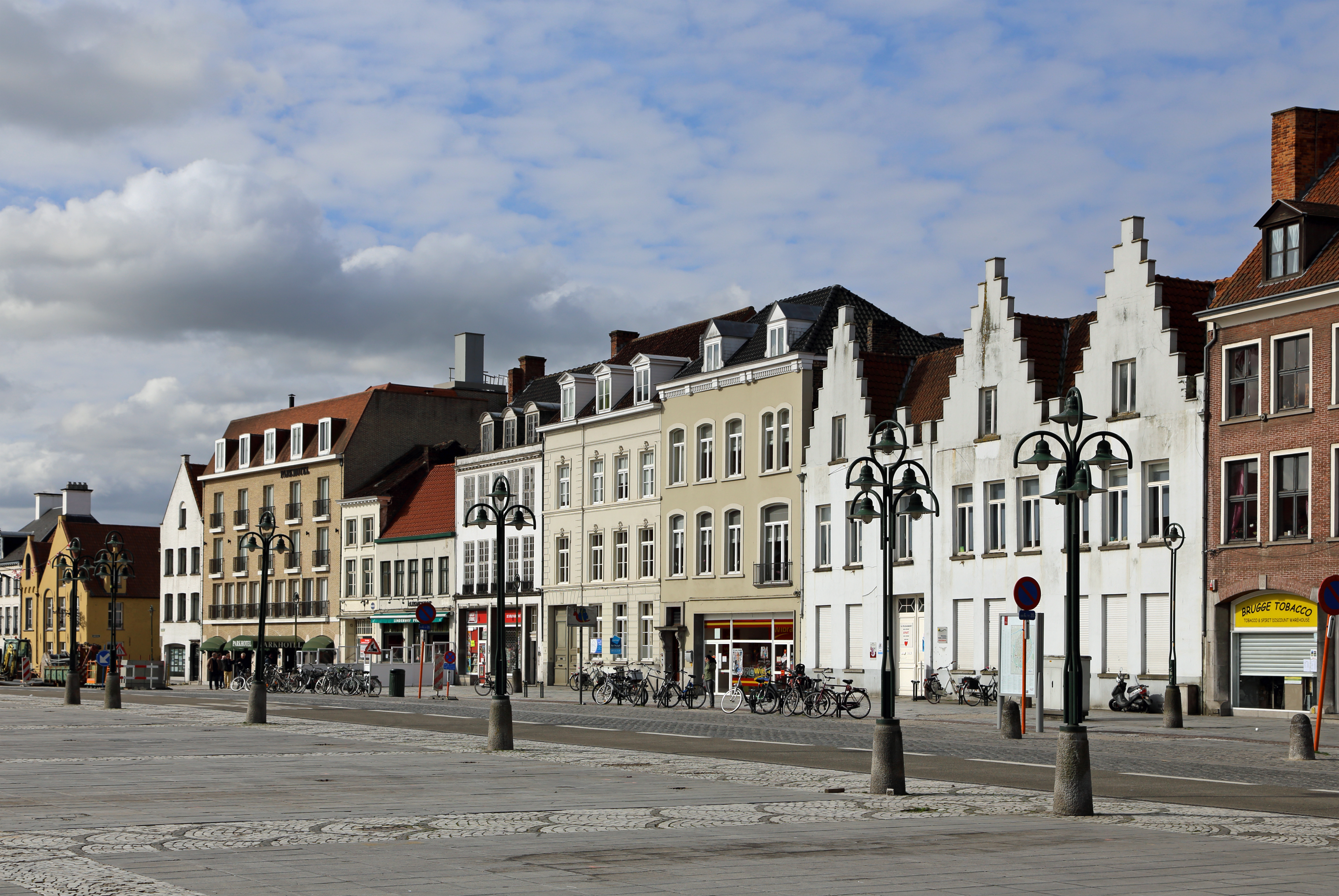
De Vrijdagmarkt in april 2017, net vóór de heraanleg van het plein in 2017-2018. De dubbele rij lindebomen die er sinds de jaren '80 stond, is pas gerooid.

De Vrijdagmarkt is een straat in Brugge.

## Beschrijving
Aan de westkant van het grote plein dat Zand of Ad Harenas heette, werd vanaf 1285 op vrijdag markt gehouden.
De naam Vrijdagmarkt duidde dan ook specifiek het deel van het Zand aan waar de markten plaatsvonden. Na verloop van tijd werd echter de naam Zand verdrongen en heette het volledige plein Vrijdagmarkt.
In 1838, bij de aanleg van de spoorweg en de bouw van het station, waardoor het plein in twee werd gesneden, werd het oostelijk deel Statieplaats genoemd en bleef het westelijk deel Vrijdagmarkt. Toen na 1950 weer één enkel plein ontstond, kreeg het opnieuw de naam 't Zand, maar bleef het westelijk deel van het plein zijn oorspronkelijke naam behouden. Dat had zin, omdat er elke week nog paarden- en runderenmarkt werd gehouden. Hierdoor is een oud toponiem in leven gehouden en kan makkelijker de richting worden aangewezen op dit naar Brugse normen grote plein.
Op de Vrijdagmarkt monden de Boeveriestraat, de Hauwerstraat en de Smedenstraat uit. De ringlaan die aan de ene zijde Koning Albert I-laan heet en aan de andere Hoefijzerlaan, dient als grens met het eigenlijke 't Zand.